# Vincenzo Florio

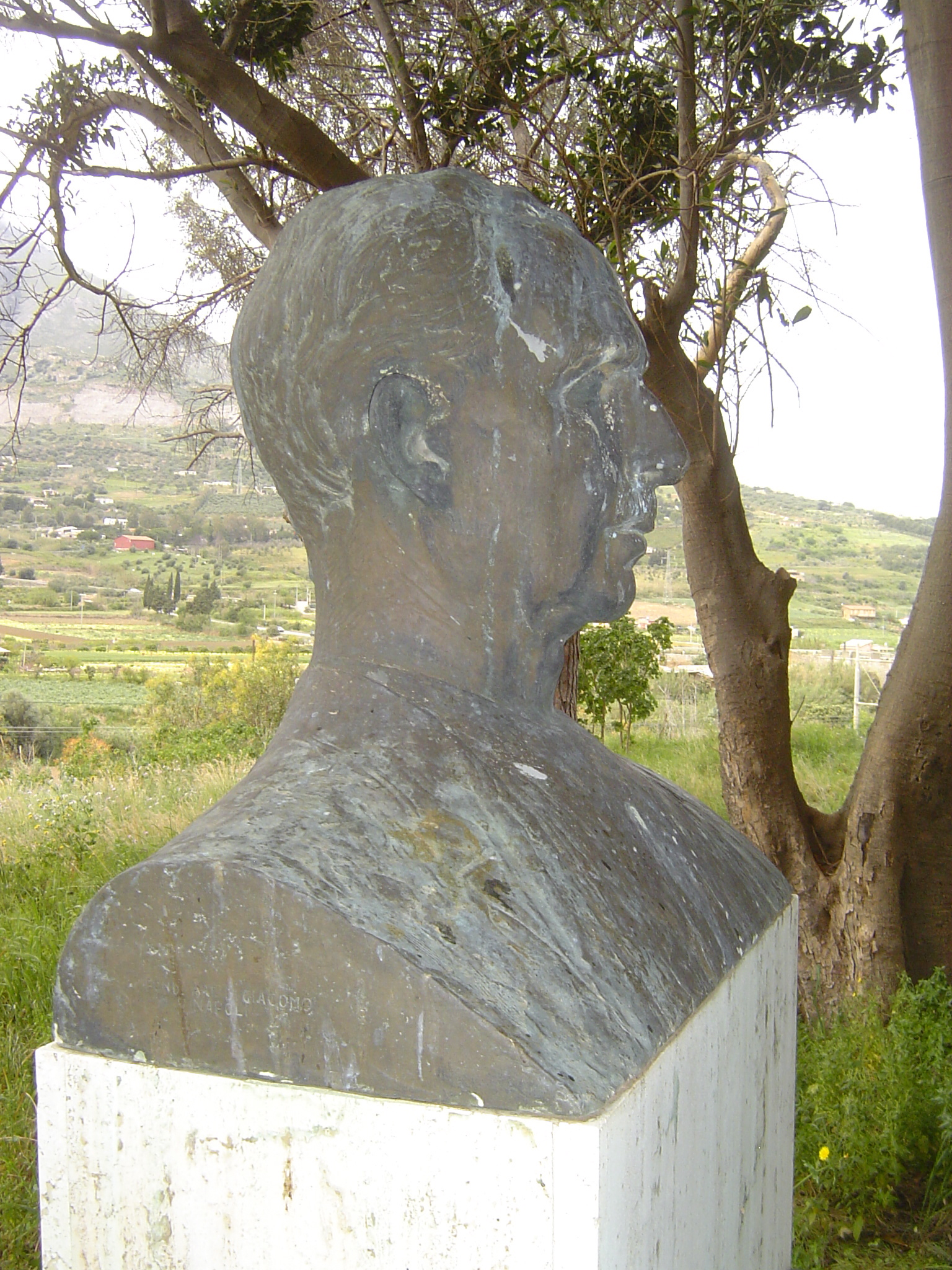
Popiersie Vincenzo Florio

Vincenzo Florio (ur. 18 marca 1883 roku w Palermo, zm. 6 stycznia 1959 roku w Épernay) – włoski kierowca wyścigowy i przedsiębiorca.

## Kariera
Florio pochodził z Sycylii, tam zajął się organizacją pierwszych wyścigów samochodowych. Tam też wygrał dwie edycje wyścigu Palermo-Cerda. Na kontynentalnej części Włoch odniósł dwa zwycięstw w wyścigu między miastami Padwa i Bovolenta (w latach 1902 i 1904). W 1904 roku Włoch został dyrektorem wyścigowym w Brescii i tam za jego sprawą powstał pomysł organizacji wyścigu. W 1905 roku Włoch pojechał do Francji, aby przedstawić projekt nowego wyścigu organizatorom Pucharu Gordona Bennetta. Widząc entuzjazm Włocha do sportów motorowych, Henri Desgrange poparł jego propozycję. W ten sposób w 1906 roku powstał wyścig Targa Florio.